# Arturo Cronia

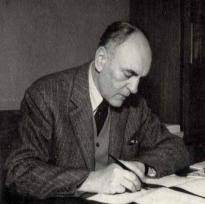
Arturo Cronia

Arturo Cronia (Zara, 13 dicembre 1896 – Abano Terme, 11 maggio 1967) è stato un linguista italiano, attivo soprattutto nello studio delle lingue slave. A lui si deve la pubblicazione, nel 1922, della Grammatica della lingua serbo-croata che giunse nel 1966 all'ottava edizione e lo studio storico su L'enigma del glagolismo in Dalmazia.

## Biografia
Arturo Cronia conseguì il diploma al Liceo classico nella città di Zara, situato all'interno dell'ex convento benedettino di san Grisogono. Proprio in questo liceo, dopo gli studi universitari e prima di andare a Padova come docente, diventò professore di lingua serbo-croata. Dopo il liceo, desideroso di approfondire la conoscenza delle lingue slave, decise di iscriversi all'Università di Graz alla facoltà di Filologia slava; tuttavia, a causa dello scoppio della prima guerra mondiale, i corsi vennero interrotti. Riuscì a proseguire i suoi studi dal 1919 all'Università Carlo IV di Praga, dove tra il 1922 e il 1924 si specializzò in Lingue e Letterature slavo-meridionali. Decise inoltre di iscriversi alla facoltà di Lettere all'Università di Padova, dove si laureò con una tesi riguardante l'Osman di Gundulić, sotto la guida e supervisione del professor Giovanni Maver. Nel 1929 diventò professore a Padova di Lingua e Letteratura serbo-croata e nel 1936 anche professore di Filologia slava a Padova, a Bologna e a Venezia.
Nel 1929 il Ministero degli Affari esteri italiano lo inviò in Cecoslovacchia come professore ospite all'Università di Brno, poi all'Università di Bratislava e infine di Praga. In Cecoslovacchia rimarrà fino al 1936, anno in cui si stabilirà definitivamente a Padova. Proprio a Bratislava fondò l'Istituto di Filologia italiana, pubblicando settimanalmente una rivista intitolata Lectura Dantis; fu un periodo molto florido per Cronia perché i suoi testi e i suoi studi cominciarono ad essere conosciuti in tutta la Cecoslovacchia, riscuotendo molto successo.
Dal 1936 si stabilì definitivamente a Padova dove, nel 1940, ottenne la cattedra di professore ordinario di Lingua e Letteratura serbo croata, andando a sostituire il professor Giovanni Maver, chiamato a Roma. Nell'ateneo patavino fu molto attivo in campo scientifico. La sua attività si concentrò molto anche alla valorizzazione e alla promozione dei suoi studi, iniziando in quegli anni anche ad affrontare lo studio della lingua e della letteratura slovena; non a caso, proprio a Padova venne istituita la cattedra del primo insegnamento di Lingua e letteratura slovena nel 1963. 
Inoltre Cronia si impegnò per incrementare il patrimonio bibliografico della biblioteca dell'Istituto di Filologia slava a Padova, donando alcuni volumi che aveva acquistato o ricevuto in regalo da altre università e che, per questo motivo, diventavano disponibili solo a questa biblioteca. 
Cronia, per i suoi studi fondamentali nelle lingue e letterature slave, ricevette la Medaglia d'oro dei benemeriti della scuola, della cultura e dell'arte nel 1960 e divenne anche presidente del Comitato nazionale di Padova dell'Alleanza universitaria internazionale. Carlo Tagliavini, linguista e glottologo italiano, nel 1967 all'Istituto Veneto di Scienze, Lettere ed Arti, durante la commemorazione funebre per la morte di Arturo Cronia, affermò che "nella scienza italiana, nell'Università di Padova A. Cronia lascia un vuoto che sentiremo per molto tempo e che sarà difficile colmare".

## Campi di ricerca
Tra i fondatori degli studi slavistici, e in particolare serbo-croatistici, in Italia, Arturo Cronia dedicò tutta la sua vita, fino alla morte, allo studio delle lingue e letterature slave. Un campo di studi molto proficuo fu quello degli influssi della letteratura umanistica italiana in quella slava: in particolare, si concentrò nello studio dei legami tra mondo slavo e gli echi letterari danteschi, petrarcheschi e boccacciani. A partire dal 1936, anno che corrisponde al suo arrivo a Padova, si dedicò anche allo studio della lingua e letteratura bulgara e polacca, contribuendo alla scrittura di importanti monografie a riguardo. 
Accanto a questi suoi interessi letterari, nutrì una forte passione anche per il teatro, per la storia e per l'etnografia slavistica, tracciando così il profilo di un uomo davvero eclettico.
La vastità dei suoi interessi è testimoniata dalla biblioteca personale conservata come fondo speciale nella Biblioteca umanistica e della formazione dell'Università degli studi di Udine.

## Opere principali
- Arturo Cronia, Antologia serbo-croata:testo per studenti e studiosi in correlazione alla grammatica dello stesso autore, Milano, Trevisini, 1900.
- Arturo Cronia, Grammatica della lingua serbo-croata, Milano, Trevisini, 1900.
- Arturo Cronia, Il Cinquecento nella letteratura serbo-croata di Dalmazia : (l'anabasi nella luce della rinascita):corso di letteratura serbo-croata per l'a.a. 1945-46, Padova, Zanocco, 1900.
- Arturo Cronia, Il Petrarchismo nel Cinquecento serbo-croato, Bologna, Minerva, 1948.
- Arturo Cronia, Introduzione allo studio della filologia slava, Padova, Liviana, 1949.
- Arturo Cronia, La fortuna di Dante nella letteratura serbo-croata, Padova, Antenore, 1965.
- Arturo Cronia, La conoscenza del mondo slavo in Italia: bilancio storico-bibliografico di un millennio, Padova, Stediv, 1958.
- Arturo Cronia, Lingua e letteratura serbo-croata: esiste un umanesimo croato?, Bologna, La Grafolito, 1942.